# Epitheca semiaquea
Epitheca semiaquea – gatunek ważki z rodziny szklarkowatych (Corduliidae). Występuje na terenie Ameryki Północnej.